# Elencos da Ceratizit-WNT Pro Cycling
A equipa de ciclismo profissional alemão Ceratizit-WNT Pro Cycling tem tido durante toda a sua história sendo de categoria UCI Women's Continental Team, máxima categoria feminina do ciclismo de estrada a nível mundial, os seguintes elencos:

## 2017
| Integrantes da equipe 2017 | Integrantes da equipe 2017 | Integrantes da equipe 2017             | Integrantes da equipe 2017 |
| Ciclista                   | Data de nascimento         | Equipe anterior                        |                            |
| -------------------------- | -------------------------- | -------------------------------------- | -------------------------- |
| Katie Archibald            | 12 março 1994              | Podium Ambition-Club La Santa (2016)   |                            |
| Anna Badegruber            | 14 janeiro 1997            | Vitalogic Astrokalb Radunion Nö (2016) |                            |
| Lydia Boylan               | 19 julho 1987              |                                        |                            |
| Rebecca Carter             | 1 setembro 1990            |                                        |                            |
| Natalie Grinczer           | 15 novembro 1993           |                                        |                            |
| Hayley Jones               | 26 setembro 1995           |                                        |                            |
| Emily Kay                  | 7 setembro 1995            |                                        |                            |
| Josie Knight               | 29 março 1997              |                                        |                            |
| Elise Maes                 | 4 maio 1992                | Vitalogic Astrokalb Radunion Nö (2016) |                            |
| Keira McVitty              | 30 setembro 1995           |                                        |                            |
| Rebecca Rimmington         | 14 janeiro 1983            |                                        |                            |
| Eileen Roe                 | 24 setembro 1989           | Lares-Waowdeals Women (2016)           |                            |
| Gabriella Shaw             | 22 junho 1992              | Podium Ambition-Club La Santa (2016)   |                            |
| Hayley Simmonds            | 22 julho 1988              | UnitedHealthcare Women's Team (2016)   |                            |
| Hannah Walker              | 16 agosto 1992             | Epic Cycles-Scott Contessa (2014)      |                            |
| Hayley Jones               | 4 setembro 1988            |                                        |                            |
|                            |                            |                                        |                            |
| Fonte: UCI                 |                            |                                        |                            |

## 2018
| Integrantes da equipe 2018                | Integrantes da equipe 2018 | Integrantes da equipe 2018             | Integrantes da equipe 2018 |
| Ciclista                                  | Data de nascimento         | Equipe anterior                        |                            |
| ----------------------------------------- | -------------------------- | -------------------------------------- | -------------------------- |
| Anna Badegruber                           | 14 janeiro 1997            | Vitalogic Astrokalb Radunion Nö (2016) |                            |
| Lydia Boylan                              | 19 julho 1987              |                                        |                            |
| Natalie Grinczer                          | 15 novembro 1993           |                                        |                            |
| Hayley Jones                              | 4 setembro 1988            |                                        |                            |
| Melissa Lowther                           | 15 maio 1996               | Breeze (2017)                          |                            |
| Elise Maes                                | 4 maio 1992                | Vitalogic Astrokalb Radunion Nö (2016) |                            |
| Eileen Roe (1 jan.–15 jul.)               | 24 setembro 1989           | Lares-Waowdeals Women (2016)           |                            |
| Hayley Simmonds                           | 22 julho 1988              | UnitedHealthcare Women's Team (2016)   |                            |
| Aafke Soet                                | 23 novembro 1997           | Parkhotel Valkenburg-Destil (2017)     |                            |
| Gabrielle Pilote Fortin (22 mar.–31 dez.) | 26 abril 1993              | Cervélo Bigla (2017)                   |                            |
| Lin Lea Teutenberg                        | 2 julho 1999               |                                        |                            |
|                                           |                            |                                        |                            |
| Fonte: UCI                                |                            |                                        |                            |

## 2019
| Integrantes da equipe 2019      | Integrantes da equipe 2019 | Integrantes da equipe 2019             | Integrantes da equipe 2019 |
| Ciclista                        | Data de nascimento         | Equipe anterior                        |                            |
| ------------------------------- | -------------------------- | -------------------------------------- | -------------------------- |
| Laura Asencio                   | 14 maio 1998               | DN Auvergne-Rhône Alpes (2018)         |                            |
| Anna Badegruber                 | 14 janeiro 1997            | Vitalogic Astrokalb Radunion Nö (2016) |                            |
| Lisa Brennauer                  | 8 junho 1988               | Wiggle High5 (2018)                    |                            |
| Janneke Ensing (1 jun.–31 dez.) | 21 setembro 1986           | Alé Cipollini (2018)                   |                            |
| Kathrin Hammes                  | 9 janeiro 1989             | Trek-Drops (2018)                      |                            |
| Clara Koppenburg                | 3 agosto 1995              | Cervélo Bigla (2018)                   |                            |
| Claudia Koster                  | 22 março 1992              | Virtu Cycling Women (2018)             |                            |
| Erica Magnaldi                  | 24 agosto 1992             | Bepink (2018)                          |                            |
| Gabrielle Pilote Fortin         | 26 abril 1993              | Cervélo Bigla (2017)                   |                            |
| Sarah Rijkes                    | 2 abril 1991               | Experza-Footlogix (2018)               |                            |
| Ane Santesteban                 | 12 dezembro 1990           | Alé Cipollini (2018)                   |                            |
| Aafke Soet                      | 23 novembro 1997           | Parkhotel Valkenburg-Destil (2017)     |                            |
| Lin Lea Teutenberg              | 2 julho 1999               |                                        |                            |
| Lara Vieceli                    | 16 julho 1993              | Astana Women's Team (2018)             |                            |
| Kirsten Wild                    | 15 outubro 1982            | Wiggle High5 (2018)                    |                            |
|                                 |                            |                                        |                            |
| Fonte: UCI                      |                            |                                        |                            |

## 2020
| Integrantes da equipe 2020 | Integrantes da equipe 2020 | Integrantes da equipe 2020         | Integrantes da equipe 2020 |
| Ciclista                   | Data de nascimento         | Equipe anterior                    |                            |
| -------------------------- | -------------------------- | ---------------------------------- | -------------------------- |
| Laura Asencio              | 14 maio 1998               | DN Auvergne-Rhône Alpes (2018)     |                            |
| Franziska Brauße           | 20 novembro 1998           |                                    |                            |
| Lisa Brennauer             | 8 junho 1988               | Wiggle High5 (2018)                |                            |
| Maria Giulia Confalonieri  | 30 março 1993              | Valcar Cylance (2019)              |                            |
| Kathrin Hammes             | 9 janeiro 1989             | Trek-Drops (2018)                  |                            |
| Claudia Koster             | 22 março 1992              | Virtu Cycling Women (2018)         |                            |
| Julie Norman Leth          | 13 julho 1992              | Bigla (2019)                       |                            |
| Erica Magnaldi             | 24 agosto 1992             | Bepink (2018)                      |                            |
| Sarah Rijkes               | 2 abril 1991               | Experza-Footlogix (2018)           |                            |
| Ane Santesteban            | 12 dezembro 1990           | Alé Cipollini (2018)               |                            |
| Aafke Soet                 | 23 novembro 1997           | Parkhotel Valkenburg-Destil (2017) |                            |
| Lin Lea Teutenberg         | 2 julho 1999               |                                    |                            |
| Lara Vieceli               | 16 julho 1993              | Astana Women's Team (2018)         |                            |
| Kirsten Wild               | 15 outubro 1982            | Wiggle High5 (2018)                |                            |
|                            |                            |                                    |                            |
| Fonte: UCI                 |                            |                                    |                            |

## 2021
| Integrantes da equipe 2021               | Integrantes da equipe 2021 | Integrantes da equipe 2021     | Integrantes da equipe 2021 |
| Ciclista                                 | Data de nascimento         | Equipe anterior                |                            |
| ---------------------------------------- | -------------------------- | ------------------------------ | -------------------------- |
| Laura Asencio                            | 14 maio 1998               | DN Auvergne-Rhône Alpes (2018) |                            |
| Elizabeth Banks                          | 7 novembro 1990            | Paule Ka (2020)                |                            |
| Franziska Brauße                         | 20 novembro 1998           |                                |                            |
| Lisa Brennauer                           | 8 junho 1988               | Wiggle High5 (2018)            |                            |
| Maria Giulia Confalonieri                | 30 março 1993              | Valcar Cylance (2019)          |                            |
| Kathrin Hammes                           | 9 janeiro 1989             | Trek-Drops (2018)              |                            |
| Lotta Henttala                           | 28 junho 1989              | Trek-Segafredo (2020)          |                            |
| Marta Lach                               | 26 maio 1997               | CCC-Liv (2020)                 |                            |
| Julie Norman Leth                        | 13 julho 1992              | Bigla (2019)                   |                            |
| Erica Magnaldi                           | 24 agosto 1992             | Bepink (2018)                  |                            |
| Sarah Rijkes                             | 2 abril 1991               | Experza-Footlogix (2018)       |                            |
| Lin Lea Teutenberg                       | 2 julho 1999               |                                |                            |
| Lara Vieceli                             | 16 julho 1993              | Astana Women's Team (2018)     |                            |
| Kirsten Wild                             | 15 outubro 1982            | Wiggle High5 (2018)            |                            |
|                                          |                            |                                |                            |
| Fontes: ProCyclingStats Cycling Archives |                            |                                |                            |